# Trachylepis mekuana
Trachylepis mekuana — вид сцинкоподібних ящірок родини сцинкових (Scincidae). Ендемік Камеруну.

## Поширення і екологія
Trachylepis mekuana мешкають в горах Бамбуто, що є частиною Камерунського нагір'я. Вони живуть на кам'янистих гірських луках і пасовищах, на висоті від 1640 до 2600 м над рівнем моря.

## Збереження
МСОП класифікує цей вид як такий, що перебуває під загрозою зникнення. Trachylepis mekuana загрожує знищення природного середовища.